# Дуальна система правління

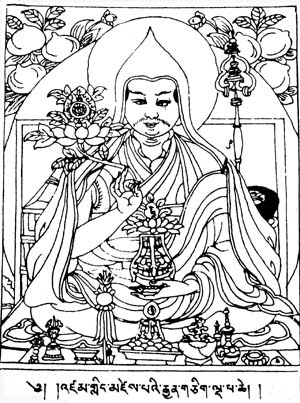
П'ятий Далай-лама впровадив традиційну Cho-sid-nyi (дуальну систему правління) в Тибеті.

Дуальна система правління або Cho-sid-nyi (тиб. ཆོས་སྲིད་གཉིས་, трансліт. chos-srid-gnyis; альтернативні найменування Chos-srid-gnyis, Chhos-srid-gnyis, Chhoe-sid-nyi та Chos-sid-nyi) є традиційною діархічною політичною системою тибетців, що відрізняється від інших політичних систем тим, що Дезі (світський правитель) співіснує з духовним правителем, зазвичай об'єднані під третім єдиним правителем. Фактичний розподіл влади між інститутами змінювалися з плином часу і місцевості. Chos-srid-gnyis буквально означає «і дгармічне, і світське», але й може бути переведено як «двуединство релігії та політики».
Оскільки в кінцевому підсумку правитель є покровителем та захисником державної релігії, деякі аспекти подвійної системи правління можна порівняти з Верховним правителем Церкви Англії або навіть з теократією. Однак інші аспекти нагадують секуляризм, спрямований на поділ доктрини релігії та політики. В Cho-sid-nyi обидві гілки влади (релігійні та світські органи) володіють фактичною політичною владою, хоча і в рамках офіційно окремих установ. Релігійні та світські чиновники можуть працювати пліч-о-пліч, але належать до різних бюрократією.

## Історія

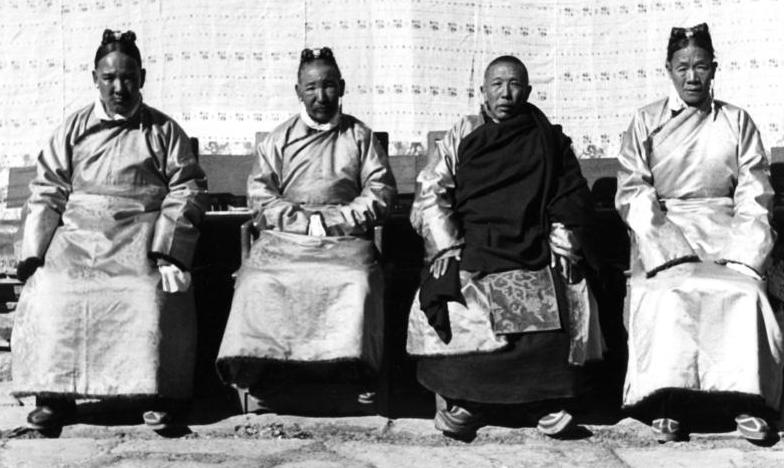
Тибетський кашаг в 1938-39. З 1751 на 1951 Кашаг виконував обов'язки Дезі в Cho-sid-nyi (дуальної системи правління) Тибету

Як мінімум, з часів монгольського присутності в Тибеті протягом XIII і XIV століть, буддистські і бонские священики брали участь у світській влади з тими ж правами, що і миряни, призначалися на офіційні посади, як військові, так і цивільні. Ця система різко контрастує з Китаєм, в якому взяли гору буддійський погляд на політику як нa сумовну справу і конфуціанська монополія на бюрократію, що виключило політичну активність з боку сангхи. У часи Імперії Мін (заснована в 1368) сакьясці займали посади над обома частинами влади. У результаті, було два набори законів та посадових осіб, релігійний (тиб. ལྷ་སདེ་, трансліт. lha-sde, lha-sde) та світський (тиб. མི་སྡེ་, трансліт. mi-sde, mi-sde), проте обидві гілки влади управляли спільно і не діяли незалежно один від одного. Ця система часто функціонувала під монгольським та китайським пануванням з відповідним імператором над місцевою тибетською адміністрацією.
У Тибеті дуальна форма управління державою (Cho-sid-nyi) діяла з 1642 по 1951. Така форма управління була створена в період консолідації країни під керівництвом П'ятого Далай-лами (1642—1682 рр.), який об'єднав Тибет релігійно та політично після тривалої громадянської війни. Він ввів управління Тибетом під контролем школи Гелугпа Тибетського буддизму після перемоги над суперниками зі шкіл Каг'ю та Джонанг, а також над світським правителем князем Цангпо. Тибетська модель управління прагнула зробити синтез додаткових компонентів до світських норм: Дхарма (тиб. ཆོས་ལུགས་, трансліт. chos-lugs, chos-lugs) та Сансара (тиб. འཇིག་རྟེན་, трансліт. 'jig-rten, 'jig-rten). Одним з базових припущень цієї системи є те, що світський правитель потребує релігії для своєї легітимності, тоді як інститут державної релігії потребує заступництві та захисту з боку політичної еліти.
У 1751 році Сьомий Далай-лама скасував посаду Дезі (або регента), в руках якого було зосереджено занадто багато влади. Посада Дезі була замінена Кашагом (Радою), який являв собою цивільну адміністрацію. Таким чином, Далай-лама став духовним та політичним лідером Тибету.

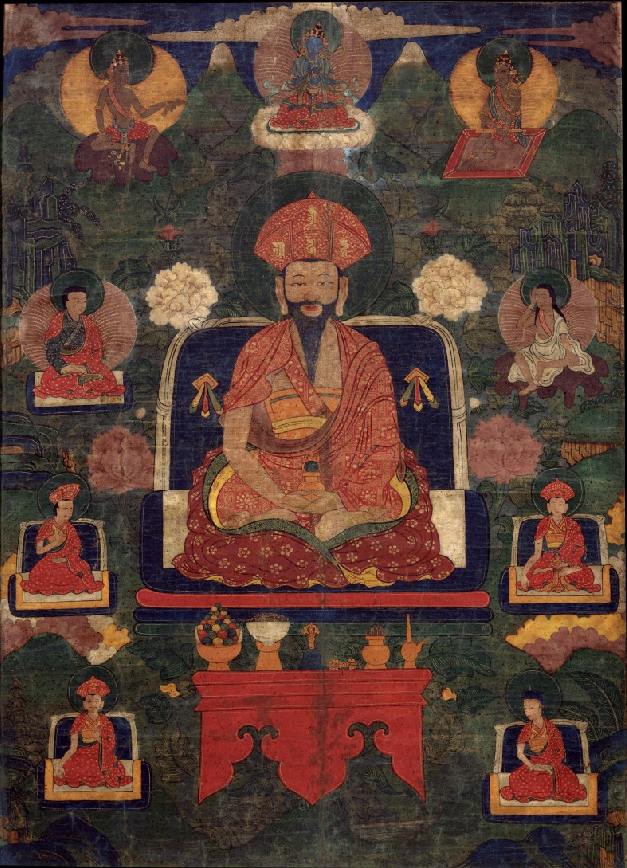
Шабдрунг Нгаванг Намгьял ввів в Бутані тибетську дуальну систему правління

В Бутані Cho-sid-nyi був введений Шабдрунг Нгаванг Намгьяломом в XVII столітті під назвою Ца Йіг. Втікши з Тебета від переслідувань за сектантство, Нгаванг Намгьял встановив Друкпа Каг'ю як державну релігію в Бутані. У Бутанській системі управління органи державної влади були розділені між релігійною гілкою на чолі з Дже Кхемпо в Друкпа Каг'ю та громадянської адміністративної гілки на чолі з Друк Деси. І Дже Кхемпо, і Друк Деси перебували під номінальною владою Шабдрунга, який був реінкарнацією Нгаванг Намг'яла. Після смерті Шабдрунг Нгаванг Намг'яла, Бутан номінально слідував дуальній системі правління. На практиці Шабдрунг часто був дитиною під контролем Друк Деси, і регіональні пенлопи (губернатори) часто управляли своїми районами, не підкоряючись Друк Деси, що тривало до виникнення єдиної монархії на початку XX-го століття.
В Ладакхе та Сиккиме періоди правління абсолютних монархій двох зв'язаних династій Чог'ял перемежовувалися періодами вторгнення та колонізації з боку Тибету, Бутану, Індії, Непалу, Пакистану та Британської імперії. Основою монархії Чоґ'ялів як в Ладакху, так і Сиккимі було визнання Трьома ламами, і титул Чог'ял (тиб. ཆོས་རྒྱལ་, трансліт. chos-rgyal, chos-rgyal — «Дхарма Раджа» або «Релігійна король») за своїм найменуванням відноситься до подвійної системи правління. Династія Намгьял з Ладакха правила з 1470 до 1834 року. Автономія тибетської еліти в Ладакху, а також їх система правління, закінчилася з походами генерала Зоравар Сінгх Кахліріа та раджпутским сюзеренітетом. Ладакх став регіоном у складі індійського штату Джамму та Кашмір. Династія Намгьял правила в Сиккимі з 1542 до 1975 року, коли королівство під час плебісциту проголосувало за приєднання до союзу з Індією.

## Сучасні системи

### Королівство Бутан

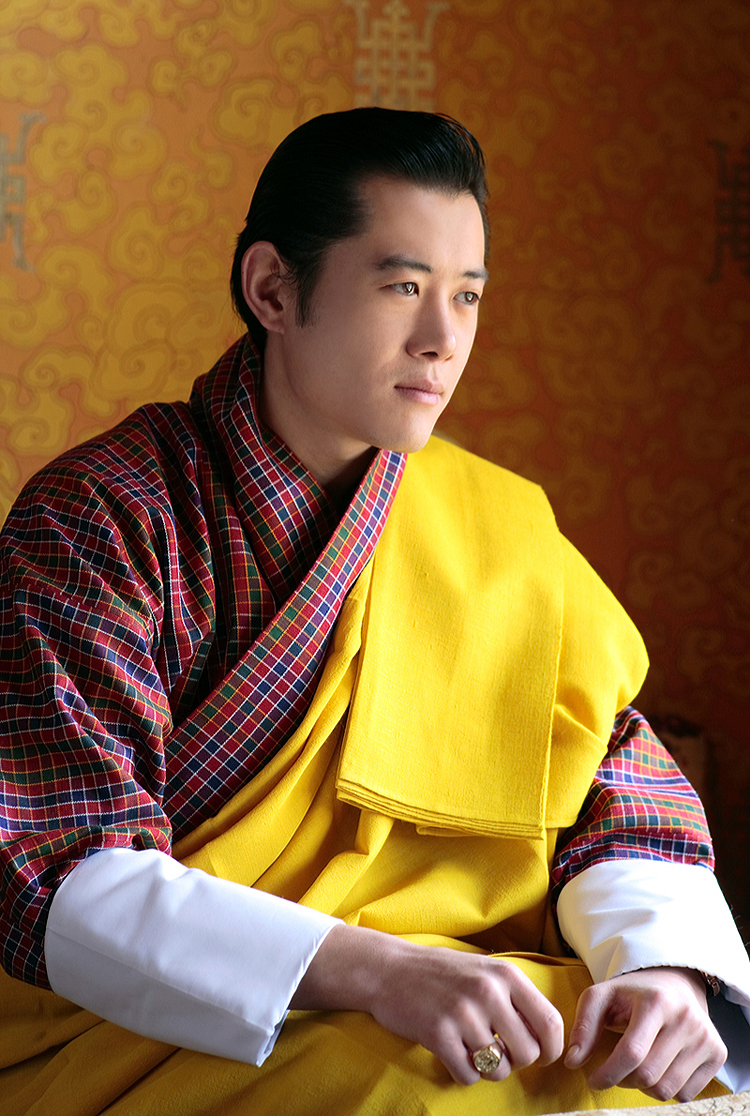
Король Бутану Джігме Кхесар Намгьял Вангчук є втіленням Cho-sid-nyi відповідно до Конституції Бутану

Єдиною сучасною суверенною державою, в якій втілена система правління Cho-sid-nyi, є Бутан, хоча ця система втілена в дуже зміненому вигляді. У 1907 році в рамках зусиль з реформування нефункціонуючої політичної системи, пенлопи (губернатори) регіонів Бутану створили монархічну систему на чолі з пенлопом Тонгса Уг'єном Вангчуком, який був проголошений спадковим королем за підтримкою Великої Британії та проти волі Тибету. З моменту створення династії Вангчук у 1907 році, обов'язки Друк Десі здійснює царствующий Король Бутану. У період монархії вплив Дже Кхемпо зменшився. Однак його позиція залишається достатньо сильною і Дже Кхемпо зазвичай розглядається як найближчий та найвпливовіший радник Короля Бутану.
Конституція Бутану, прийнята у 2008 році, підтверджує прихильність Бутану системі Cho-sid-nyi. Однак титул «Друк Десі» не згадано в Конституції і всі адміністративні повноваження покладені на Короля Бутану та державні установи. Крім того, Король Бутану призначає Дже Кхемпо по порадою п'яти Лопонів (англ. Lopons) з Комісії з монастирських справах, а сама Конституція є вищим законом країни, на відміну від фігури Шабдрунга, про яку в Конституції не згадано.

### Уряд Тибету у вигнанні
Парламент Центральної тибетської адміністрації складається з 43-46 членів, включаючи 10 релігійних делегатів (по 2 члена від кожної з чотирьох шкіл Тибетського буддизму і від традиційної релігії Бон). Крім місць, зарезервованих для релігійних представників, офіційні посади, зазвичай, теж відкриті для священнослужителів: буддистський монах Лобсанг Тензін з 1991 по 2001 роки був Головою Асамблеї тибетських народних депутатів, а з 2001 по 2011 роки — Прем'єр-міністром Центральної тибетської адміністрації. Далай-лама очолював Уряд Тибету у вигнанні з моменту створення до 2011 року.